# NGC 7645
NGC 7645 (другие обозначения — PGC 71314, ESO 470-3, MCG -5-55-7) — спиральная галактика с перемычкой (SBc) в созвездии Скульптор.
Этот объект входит в число перечисленных в оригинальной редакции «Нового общего каталога».